# Episodi di Agente speciale (terza stagione)
La terza stagione della serie televisiva Agente speciale, composta da 26 episodi, è stata trasmessa in Gran Bretagna dal canale ITV dal 28 settembre 1963 al 21 marzo 1964.
In Italia sono stati trasmessi solo 3 episodi.
Gli episodi sono riportati in ordine di produzione
| nº | Titolo Originale           | Titolo italiano | Prima TV UK       | Prima TV ITALIA |
| -- | -------------------------- | --------------- | ----------------- | --------------- |
| 1  | Brief for Murder           |                 | 28 settembre 1963 |                 |
| 2  | Concerto                   |                 | 5 ottobre 1963    |                 |
| 3  | The Nutshell               | Segretissimo    | 19 ottobre 1963   | 5 novembre 1965 |
| 4  | The Golden Fleece          |                 | 7 dicembre 1963   |                 |
| 5  | Death à la carte           |                 | 21 dicembre 1963  |                 |
| 6  | Man with Two Shadows       |                 | 12 ottobre 1963   |                 |
| 7  | Don't Look Behind You      |                 | 14 dicembre 1963  |                 |
| 8  | The Grandeur That Was Rome |                 | 30 novembre 1963  |                 |
| 9  | The Undertakers            | I filantropi    | 5 ottobre 1963    | 26 agosto 1965  |
| 10 | Death of a Batman          | Alta finanza    | 26 ottobre 1963   | 12 agosto 1965  |
| 11 | Build a Better Mousetrap   |                 | 15 febbraio 1964  |                 |
| 12 | November Five              |                 | 3 novembre 1963   |                 |
| 13 | Second Sight               |                 | 16 novembre 1963  |                 |
| 14 | The Secret Broker          |                 | 1º febbraio 1964  |                 |
| 15 | The Gilded Cage            |                 | 9 novembre 1963   |                 |
| 16 | The Medecine Man           |                 | 23 novembre 1963  |                 |
| 17 | The White Elephant         |                 | 4 gennaio 1964    |                 |
| 18 | Dressed to Kill            |                 | 28 dicembre 1963  |                 |
| 19 | The Wringer                |                 | 18 gennaio 1964   |                 |
| 20 | The Little Wonders         |                 | 11 gennaio 1964   |                 |
| 21 | Mandrake                   |                 | 25 gennaio 1964   |                 |
| 22 | The Trojan Horse           |                 | 8 febbraio 1964   |                 |
| 23 | The Outside-in Man         |                 | 12 febbraio 1964  |                 |
| 24 | The Charmers               |                 | 29 febbraio 1964  |                 |
| 25 | Esprit de Corps            |                 | 14 marzo 1964     |                 |
| 26 | Lobster Quadrille          |                 | 21 marzo 1964     |                 |